# Lorena Forteza
Lorena Forteza, all'anagrafe Perez Nancy Lorena Forteza (Bogotà, 10 marzo 1976), è un'attrice ed ex modella colombiana.

## Biografia
È conosciuta essenzialmente per aver preso parte al film di Leonardo Pieraccioni, Il ciclone, di cui fu la protagonista femminile. Fisico longilineo, dalle fattezze eleganti, sensualità latina, carattere "pasionario", Forteza divenne una delle icone del sex-appeal femminile in Italia negli anni novanta. L'attore-regista toscano l'aveva notata nel 1996 in una pubblicità televisiva per una linea di scarpe sportive trasmessa da un'emittente commerciale, decidendo subito dopo di affidarle il ruolo della danzatrice, Caterina, nel film interpretato anche da Natalia Estrada. Nel settembre 1997 è stata ritratta per l'edizione italiana del mensile Playmen.
Dopo il successo riscosso da Il ciclone, Forteza ha avuto una repentina caduta di notorietà: "Lorena aveva vent'anni e non resse il successo che la travolse", così l'ha ricordata Leonardo Pieraccioni in un'intervista. Aumentata notevolmente di taglia, nel 2002 è stata modella e testimonial di una casa di moda specializzata in abiti femminili di taglia extra-forte. Nel 2004 ha chiesto aiuto al programma televisivo italiano Bisturi! Nessuno è perfetto, per rimediare ai problemi di linea che l'affliggevano da qualche anno tramite un'intensa attività fisica e una dieta adeguata.
Dopo alcune sporadiche apparizioni in televisione, solo nel 2005 è tornata occasionalmente nel mondo dello spettacolo partecipando al film TV Il mondo è meraviglioso, per la regia di Vittorio Sindoni, dove ha impersonato il ruolo di Elena Martinez. Nel 2016 riappare nel piccolo schermo nel cortometraggio di Bruno Santini e Leonardo Scucchi Il Ciclone... oggi - Ricordi e ritagli di un film evento, documentario che racconta il film nei venti anni successivi.

## Filmografia

### Cinema
- Il ciclone, regia di Leonardo Pieraccioni (1996)
- Facciamo fiesta, regia di Angelo Longoni (1997)
- Colpo di stadio, regia di Sergio Cabrera (1998)

### Televisione
- Il mondo è meraviglioso, regia di Vittorio Sindoni – film TV (2005)
- Il Ciclone... oggi - Ricordi e ritagli di un film evento, regia di Leonardo Scucchi e Bruno Santini – documentario (2016)

### Pubblicità
- Honda Civic (1997)